# Пітер Франачек
Пі́тер Фра́начек (англ. Peter Franaszek; нар. 1940 року) — американський науковець, інформаційний теоретик, співробітник Інституту інженерів з електротехніки та електроніки (IEEE), науковий співробітник, консультант дослідницького штабу IBM Наукового центру Вотсона та колишній член Академії технологій IBM.

## Навчання та початок діяльності
Пітер Франачек здобув ступінь бакалавра у 1962 році в Університеті Брауна, а доктора філософії (англ. Ph.D.) в Принстонському університеті в 1966 році (On Time Varary Linear Systems).
Працював у лабораторіях Bell Laboratories з 1965 по 1968 рік і з 1968 року в дослідницькому центрі Томаса Дж. Вотсона в IBM. У 1973/1974 навчальному році працював запрошеним професором Стенфордського університету.

## Наукова діяльність
Напрямки наукової діяльності: обмежене кодування, алгоритми стиснення, архітектури введення-виведення, мережі комутації, алгоритми дефрагментації диска, а також методи стиснення пам'яті. У першій роботі, пов'язаній з технікою «основного стану» (англ. «principal state») науковець розробив двійково-трійковий код передачі даних MS43, модифікована версія якого — MMS43 — стала європейським стандартом.
Дослідження кодування Франачека визначили основні аспекти обмеженого кодування та визначили алгоритми побудови коду, наприклад, код 8b10b (з Альбертом Відмером) у телекомунікаціях (наприклад, Gigabit Ethernet, в ESCON від IBM та Fibre Channel) або (2,7) -RLL-код у 1980-х роках на жорстких дисках, а пізніше — на CD-приводах. Специфічні коди, які він розробив, широко застосовувалися в комерційних продуктах зберігання та передачі даних.
Пітер Франачек має понад 50 патентів та опублікував близько 45 наукових праць.

## Нагороди
- 2009: медаль Річарда Геммінга за його внесок в теорію і практику виконання обмежуваної довжини канального кодування для магнітних і оптичних накопичувачів[2][3][4].
- 2002:Премія Канеллакіса
- 1989: IEEE Emanuel R. Piore Award.[5]